# Francesco Fortunato
Francesco Fortunato (Andría, 13 de diciembre de 1994) es un deportista italiano que compite en atletismo, especialista en la disciplina de marcha.
Ganó una medalla de bronce en el Campeonato Europeo de Atletismo de 2024, en la prueba de 20 km marcha. En febrero de 2025 estableció una nueva plusmarca mundial de los 5000 m marcha en pista cubierta (17:55,65).

## Palmarés internacional
| Campeonato Europeo | Campeonato Europeo | Campeonato Europeo | Campeonato Europeo |
| Año                | Lugar              | Medalla            | Prueba             |
| ------------------ | ------------------ | ------------------ | ------------------ |
| 2024               | Roma (Italia)      | Medalla de bronce  | 20 km marcha       |